# Jean-Antoine-Marie Idrac
Jean-Antoine-Marie Idrac, född den 14 april 1849 i Toulouse, död den 27 december 1884 i Paris, var en fransk skulptör.

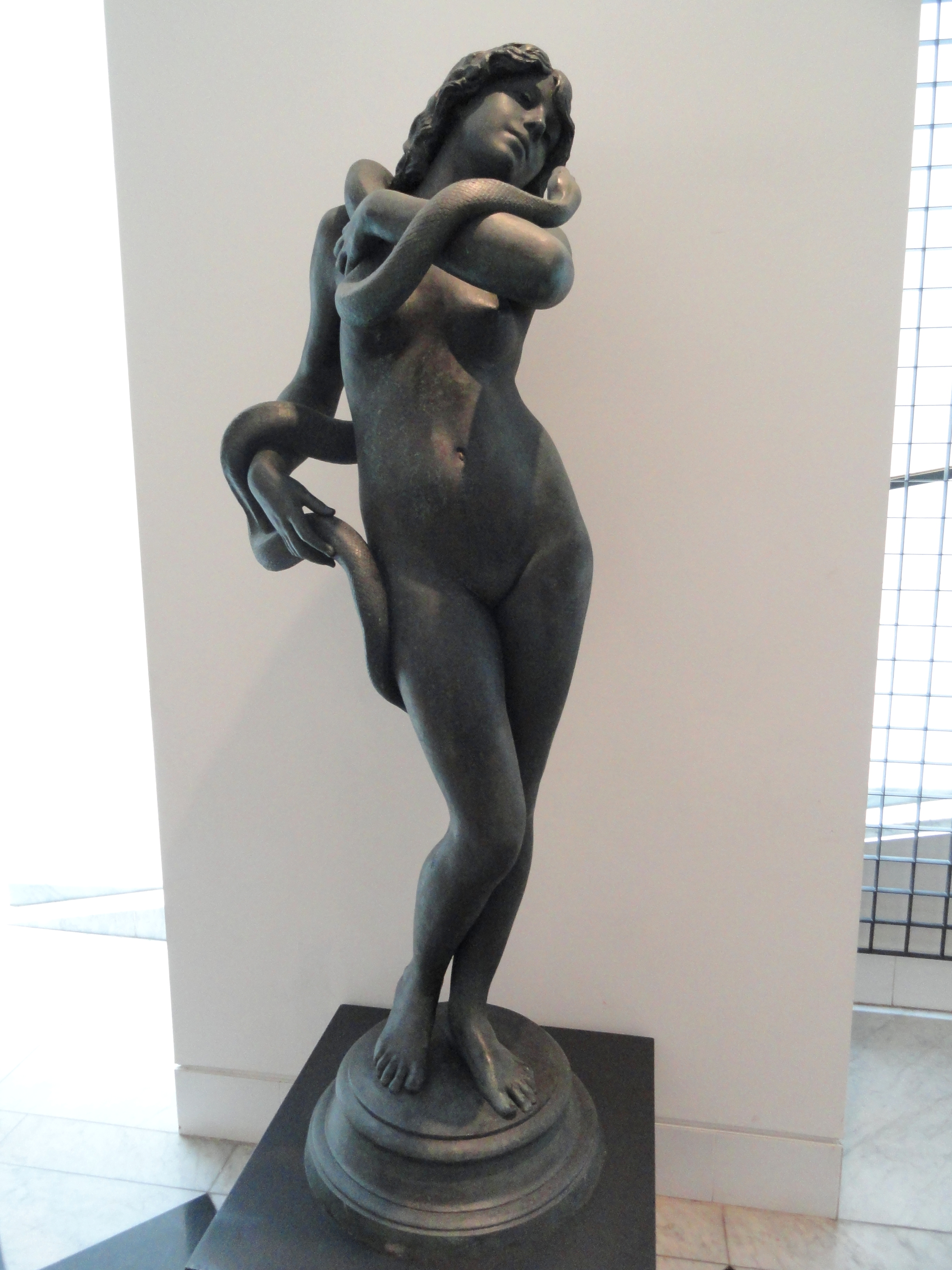
Jean-Antoine-Marie Idrac, Salammbô i brons.

Idrac vann Rompriset 1873. Hans främsta arbeten är statyerna Merkurius som barn, lekande med ett par ormar (1879, Luxembourgmuseet), och Salammbô (1881, i marmor i Luxembourg, ett bronsexemplar i Glyptoteket i Köpenhamn). Idrac utförde Étienne Marcels ryttarstaty invid Hôtel de ville 1883 (fullbordad efter Idracs död av Marqueste).